# Guenther Roth
Guenther Roth (Idioma alemán Günther Roth; 12 de enero de 1931-18 de mayo de 2019) fue un sociólogo alemán-estadounidense. Es reconocido como el principal erudito, traductor y editor del trabajo de Max Weber en el mundo de habla inglesa; junto con Claus Wittich, tradujo y editó la primera versión completa del clásico de Weber Economía y sociedad en inglés. A partir de 2013, es profesor emérito en la Universidad de Columbia. Posteriormente, su interés investigador se extendió a los aspectos biográficos de los clásicos sociológicos, en particular a la genealogía de la familia Weber.
Roth estudió en la Universidad Johann Wolfgang Goethe con Theodor W. Adorno, Max Horkheimer y Friedrich Pollock y trabajó en el Instituto de Investigación Social en Frankfurt. Llegó a los Estados Unidos en 1953 y completó sus estudios de posgrado en la Universidad de California en Berkeley. En 1960, obtuvo un doctorado con Reinhard Bendix con una disertación sobre el desarrollo de la Socialdemocracia en el  Alemania imperial (1871-1918).
Roth se convirtió en ciudadano estadounidense en 1963. Enseñó en la Universidad de Washington desde 1970 hasta 1988 y luego en la Universidad de Columbia hasta su jubilación en 1997.
Estaba casado con la historiadora de Columbia Caroline Bynum.

## Obras seleccionadas en inglés
- The Social Democrats in Imperial Germany. A Study in Working-Class Isolation and National Integration. Totowa: Bedminster Press, 1963; re-issue New York: Arno Press, 1979.
- Scholarship and Partisanship. Essays on Max Weber. Berkeley: University of California Press, 1971 (with Reinhard Bendix)
- Max Weber’s Vision of History. Ethics and Methods Berkeley: University of California Press, 1979 (with Wolfgang Schluchter)
- Weber’s ‘Protestant Ethic’: Origins, Evidence, Contexts. New York: Cambridge University Press, 1993 (edited with Hartmut Lehmann)